# Business Aviation

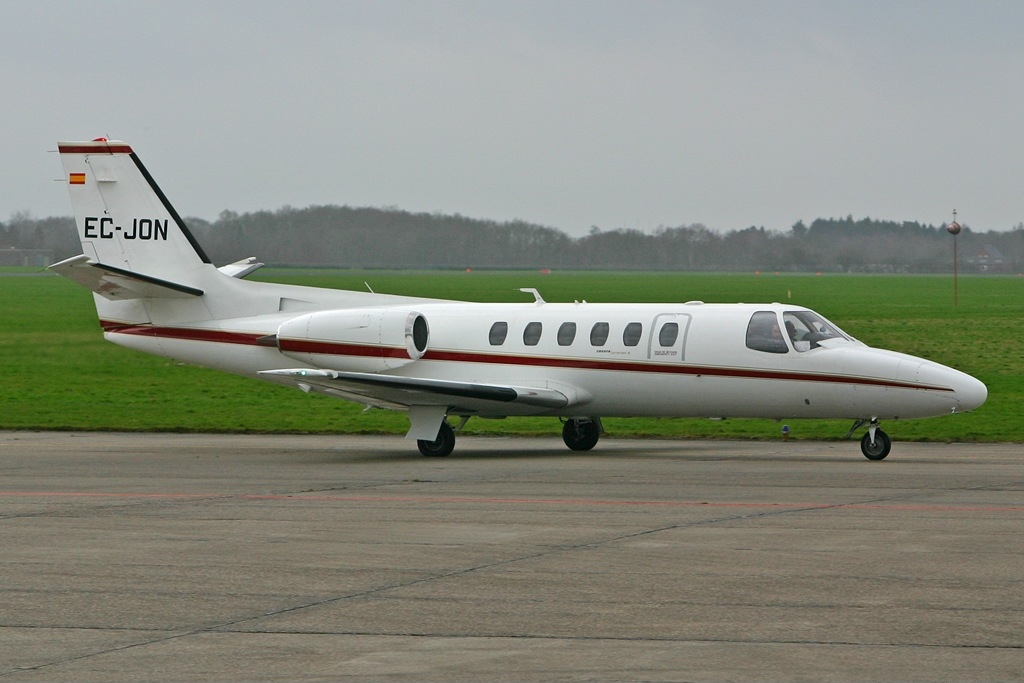
Cessna de Business Aviation.

Business Aviation était une compagnie aérienne du Congo-Kinshasa

## Code Data
- Code AITA : 4P